# Cyrtandra neo-hebridensis
Cyrtandra neo-hebridensis är en tvåhjärtbladig växtart som beskrevs av Margaret Clark Gillett. Cyrtandra neo-hebridensis ingår i släktet Cyrtandra och familjen Gesneriaceae. Inga underarter finns listade i Catalogue of Life.